# 坎農空軍基地
坎農空軍基地（英語：Cannon Air Force Base）是位於美國新墨西哥州柯里縣的普查規定居民點。

## 人口
根據2020年美國人口普查的數據，坎農空軍基地的面積為13.72平方千米，當中陸地面積為13.69平方千米，而水域面積為0.03平方千米。當地共有人口1978人，而人口密度為每平方千米144.17人。